# Reinhold Yabo
 Reinhold Yabo  (Aldenhoven, Alemania, 10 de febrero de 1992) es un exfutbolista alemán que jugaba de centrocampista. Se retiró al finalizar la temporada 2020-21 debido a problemas en la rodilla.

## Clubes
| Club                       | País     | Año       |
| -------------------------- | -------- | --------- |
| F. C. Colonia              | Alemania | 2010-2013 |
| Alemannia Aachen (cedido)  | Alemania | 2011-2012 |
| Karlsruher SC              | Alemania | 2013-2015 |
| Red Bull Salzburgo         | Austria  | 2015-2019 |
| Arminia Bielefeld (cedido) | Alemania | 2017      |
| Arminia Bielefeld          | Alemania | 2019-2021 |

## Palmarés

### Títulos nacionales
| Título          | Club               | País    | Año     |
| --------------- | ------------------ | ------- | ------- |
| Bundesliga      | Red Bull Salzburgo | Austria | 2015-16 |
| Copa de Austria | Red Bull Salzburgo | Austria | 2015-16 |
| Bundesliga      | Red Bull Salzburgo | Austria | 2017-18 |